# الوسام البحري
الوسام البحري هو وسام تمنحه الدولة اللبنانية. أنشئ بموجب المرسوم رقم 6929 تاريخ 7/1/ 1974 وهو يشتمل على أربع درجات: ممتازة، أولى، ثانية، ثالثة.